# فیلیشت
فیلیشت (به آلمانی: Vielist) یک منطقهٔ مسکونی در آلمان است که در گرابووهوفه واقع شده‌است. فیلیشت ۴۶۷ نفر جمعیت دارد.